# Павшие
«Павшие» (англ. The Fallen) — американо-немецко-итальянский военный фильм 2004 года, снятый режиссёром Ари Таубом, повествующий о замешательстве двух противоборствующих сторон в Италии, где, помимо солдат регулярных армий, изображены итальянские партизаны.

## Сюжет
Осень 1944 года. Северная Италия. Американские войска наступают на немецкие позиции. Немецкий лейтенант Бройкнер, подразделение которого несёт потери, пытается поддерживать дисциплину и ждёт подхода итальянских войск. Сержант Мэлоун и группа американских солдат получают приказ доставить боеприпасы в расположение войск, находящихся на линии фронта. К обречённому подразделению Бройкнера присоединяется итальянский лейтенант Джанини со своими солдатами. Положение усугубляется ещё тем, что после диверсии партизан подразделение Бройкнера остаётся без связи с командованием. Новоприбывшие солдаты Джанини постоянно сталкиваются с вылазками местных партизан, пытающихся склонить соотечественников на свою сторону. Пройдя трудный путь по горной местности, сержант Мэлоун с группой солдат добирается до линии фронта и присоединяется к наступающим войскам. Ввиду бессмысленного сопротивления Бройкнер приказывает своему подразделению (включая лейтенанта Джанини и его людей) отходить с позиций вместе с другими отступающими частями. Лейтенант Бройкнер и два добровольца остаются на рубеже и готовятся ко встрече с американцами. Открыв огонь по наступающим американцам, все трое погибают в неравном бою.  

## В ролях
- Джон Маквей — сержант Мэлоун
- Томас Пон — лейтенант Бройкнер (в титрах — Гюнтер)
- Фабио Сартор — лейтенант Бруно Джанини
- Рон Херт — Джимми
- Маркус Киршбаум — Ханс
- Серджо Леоне — Сальваторе
- Фрэнк Ликари — Пипино
- Алессандро Ломбардо — Паскуале
- Джон О’Лири — Сэл
- Антонио Оливери — Фенелли
- Рубен Пла — Пиккард
- Дирк Шмидт — Вольф
- Бретт Дж. Смит — Мерфи
- Вольфрам Тойфель[нем.] — Крюгер
- Никола Трангуилино — Паоло
- Кармине Распаоло — Россини

## Съёмочная группа
- Режиссёр: Ари Тауб
- Продюсер: Кёртис Маттиков
- Сценаристы: Ник Дэй, Кайо Рибейру
- Операторы: Клаудия Эмбер, Иэн Дадли, Кайо Рибейру
- Композитор: Сергей Дрезнин

## Награды
- Breckenridge Film Festival — награда (2004)
- Big Bear Lake International Film Festival[англ.] — награда (2004)
- Milan Film Festuval[англ.] — награды (2005)[1]